# Клотримазол
Клотримазол (торговая марка «Амиклон, «Имидил», «Кандибене», «Кандид», «Кандизол», «Канестен», «Канизон», «Фунгинал», «Фунгицип»») — лекарственное средство. Входит в ЖНВЛП. 
Применяется для лечения вагинита, вульвита и вульвовагинита при инфекционных и паразитарных болезнях; других воспалительных болезней влагалища и вульвы; кандидозов вульвы и вагины; кандидозов других урогенитальных локализаций; кандидозов кожи и ногтей; микоза кистей; микоза стоп; микоза туловища; наружного отита при микозах; пиодермии; подготовительных процедур для последующего лечения или обследования; разноцветного лишая; трихомоноза; эпидермофитии паховой; эритразмы. Эффективность доказана. Входит в состав других лекарств.
Лекарственные формы: крем вагинальный 2 %, крем 1 %, гель 1 %, таблетки вагинальные, мазь 1 %, раствор 1 %.

## История
Клотримазол был впервые создан в 1969 году Карлом Хайнцем Бюхелем в компании Bayer AG. Препарат включен в Список основных лекарственных средств Всемирной организации здравоохранения. Через четыре года, благодаря хорошей переносимости, он был одобрен как безрецептурный препарат. 

## Фармакологические свойства
Грибы. Клотримазол активен в отношении дрожжевых грибов: Candida spp. (включая Candida albicans и Candida glabrata (Torulopsis glabrata) и исключая Candida guillermondii), Rhodotorula spp., Malassezia furfur (Pityrosporum orbiculare), Blastomyces dermatitidis. Также активен по отношению к дерматофитам: Trichophyton rubrum, Trichophyton mentagrophytes, Epidermophyton floccosum, Arthroderma otae (Microsporum canis). При этом к клотримазолу резистентны: Candida guillermondii.
Бактерии. Клотримазол отличается антибактериальной активностью in vitro в отношении штаммов грамположительных бактерий: Staphylococcus spp. (включая Staphylococcus aureus), Streptococcus spp. (включая Streptococcus pyogenes), Proteus vulgaris, Corynebacterium minutissimum, Salmonella spp.: препарат активен в отношении грамотрицательных (грамвариабельных) бактерий: Bacteroides spp., Gardnerella vaginalis. Но к клотримазолу устойчивы: Escherichia coli, Klebsiella pneumoniae, Proteus mirabilis и Pseudomonas aeruginosa
Протисты. Клотримазол в высоких концентрациях активен в отношении Trichomonas vaginalis.

## Механизм действия
С одной стороны, клотримазол действует путем ингибирования синтеза эргостерола. Путем ингибирования фермента ланостерол деметилазы, который необходим для промежуточной стадии образования десметилстерола из ланостерола. Эргостерол является важным компонентом клеточной мембраны грибов, этот эффект вызывает повреждение мембранной структуры.
Также клотримазол связывается непосредственно с фосфолипидами в клеточной мембране. Вызывает нарушения в структуре мембраны и изменение проницаемости ( проницаемости) мембраны. Оба механизма либо подавляют рост грибов при низких концентрациях от одного до пяти миллиграммов на литр, либо убивают грибы при более высоких концентрациях от десяти до 20 миллиграммов на литр (фунгицидный эффект).

## Результаты клинических испытаний
Комбинированное (интравагинальное и наружное) использование клотримазола в форме 2% крема привело к достоверному уменьшению клинических признаков воспаления у 17 (85%) пациенток в течение 3 дней. Это превысило аналогичные показатели при более длительном курсе терапии клотримазолом в дозе 100 мг и в форме вагинальных таблеток. Для больных с острыми формами вульвовагинального кандидоза и наличием рецидивов заболевания в анамнезе необходим 6-дневый курс терапии клотримазолом в форме 2% крема. В настоящем исследовании такая схема лечения дала максимальную терапевтическую эффективность. Применение препарата клотримазол 2%, крем в течение 6 дней привело к клиническому излечению у 100% пациенток 2-й группы.

## Показания
Грибковые поражения кожи и слизистых оболочек: дерматомикоз, дерматофития, трихофития, эпидермофития, микроспория, кандидамикоз, стоматит, межпальцевая грибковая эрозия, грибковая паронихия; микозы, осложненные вторичной пиодермией; кандидозный вульвит, вульвовагинит, баланит, трихомониаз; отрубевидный (разноцветный) лишай, эритразма; санация родовых путей перед родами.

## Противопоказания
Гиперчувствительность, менструальный период (для вагинальных форм), беременность (I триместр).
С осторожностью
Период лактации.

## Побочные действия
Местное действие: жжение, отёк, раздражение, шелушение кожи, парестезии, эритематозные высыпания, волдыри. Также аллергические реакции (зуд, крапивница). При интравагинальном введении — зуд, жжение, гиперемия и отек слизистой оболочки; выделения из влагалища, головная боль, гастралгия, учащенное мочеиспускание, интеркуррентный цистит, ощущение жжения в половом члене у полового партнера, боль во время полового акта.

## Особые указания
Для предотвращения реинфекции необходимо одновременное лечение половых партнеров. Во II, III триместрах беременности использование вагинального аппликатора нежелательно. При трихомониазе рекомендуется сочетать лечение с химиотерапевтическими лекарственными средствами(метронидазол внутрь). После нанесения крема не следует накладывать окклюзионные повязки. Необходимо избегать попадания на слизистую оболочку глаз. У больных с печеночной недостаточностью следует периодически контролировать функциональное состояние печени. При появлении признаков гиперчувствительности или раздражения лечение прекращают. При отсутствии эффекта в течение 4 недель следует подтвердить диагноз.
Хранение: в защищенном от света месте.

## Лекарственные взаимодействия
Снижает эффективность амфотерицина В и других полиеновых антибиотиков (нистатина, натамицина) при вагинальном введении. Может быть отмечено снижение эффективности клотримазола при совместном применении с нистатином. Дексаметазон в больших дозах приостанавливает противогрибковое действие препарата. Высокие местные концентрации пропилового эфира п-оксибензойной кислоты усиливают антимикотическое действие клотримазола.

## Галерея

Синтез Clotrimazolum